# 多チャンネル時代における視聴者と放送に関する懇談会
多チャンネル時代における視聴者と放送に関する懇談会（たチャンネルじだいにおけるしちょうしゃとほうそうにかんするこんだんかい）とは、1995年9月から1996年12月にかけて郵政省で開催された、21世紀に向けた放送の健全な発達を図る観点から放送の在り方について検討を行うことを目的とする郵政大臣（現：総務大臣）の私的懇談会。

## 背景
1993年に行われた第40回衆議院議員総選挙の後に、テレビ朝日の当時の報道局長が放送法の政治的公平性の理念に反する発言を行った問題（いわゆる椿事件）を機に自民党などから放送番組の規制強化を求める意見が強まり、また一方でPTAや教育界等からも青少年への有害な影響を与える番組に関する批判の声が高まったことなどがあったとされている。
1996年12月に、放送関係の視聴者の苦情や紛争処理のための第三者機関を設けるべき等の内容を盛り込んだ報告書を公表した。この報告書を受け、日本民間放送連盟とNHKは、BRO（放送と人権等権利に関する委員会機構）を協同で設置した。このBROは後にBPO（放送倫理・番組向上機構）に改組された。

## 委員会

### 委員会メンバー
- 有馬朗人（理化学研究所理事長）
- 氏家齊一郎（日本民間放送連盟会長、日本テレビ放送網会長）
- 薄田泰元（日本PTA全国協議会会長）
- 加藤真代（主婦連合会常任委員）
- 金田一郎（長寿社会開発センター理事長）
- 金平輝子（東京都歴史文化財団理事長）
- 川口幹夫（日本放送協会会長）
- 北岡隆（三菱電機社長）
- 清原慶子（ルーテル学院大学文学部教授）
- 木暮剛平（電通会長）
- 櫻井孝頴（第一生命保険社長）
- 佐々木毅（東京大学法学部教授）
- 塩野宏（成蹊大学法学部教授）
- 志賀信夫（放送批評懇談会理事長）
- 田中健五（文藝春秋会長）
- 羽鳥光俊（東京大学工学部教授）
- 濱田純一（東京大学社会情報研究所所長）
- 渡邊眞次（日本弁護士連合会・人権と報道に関する調査研究委員会委員長）